# سيرك إعلامي

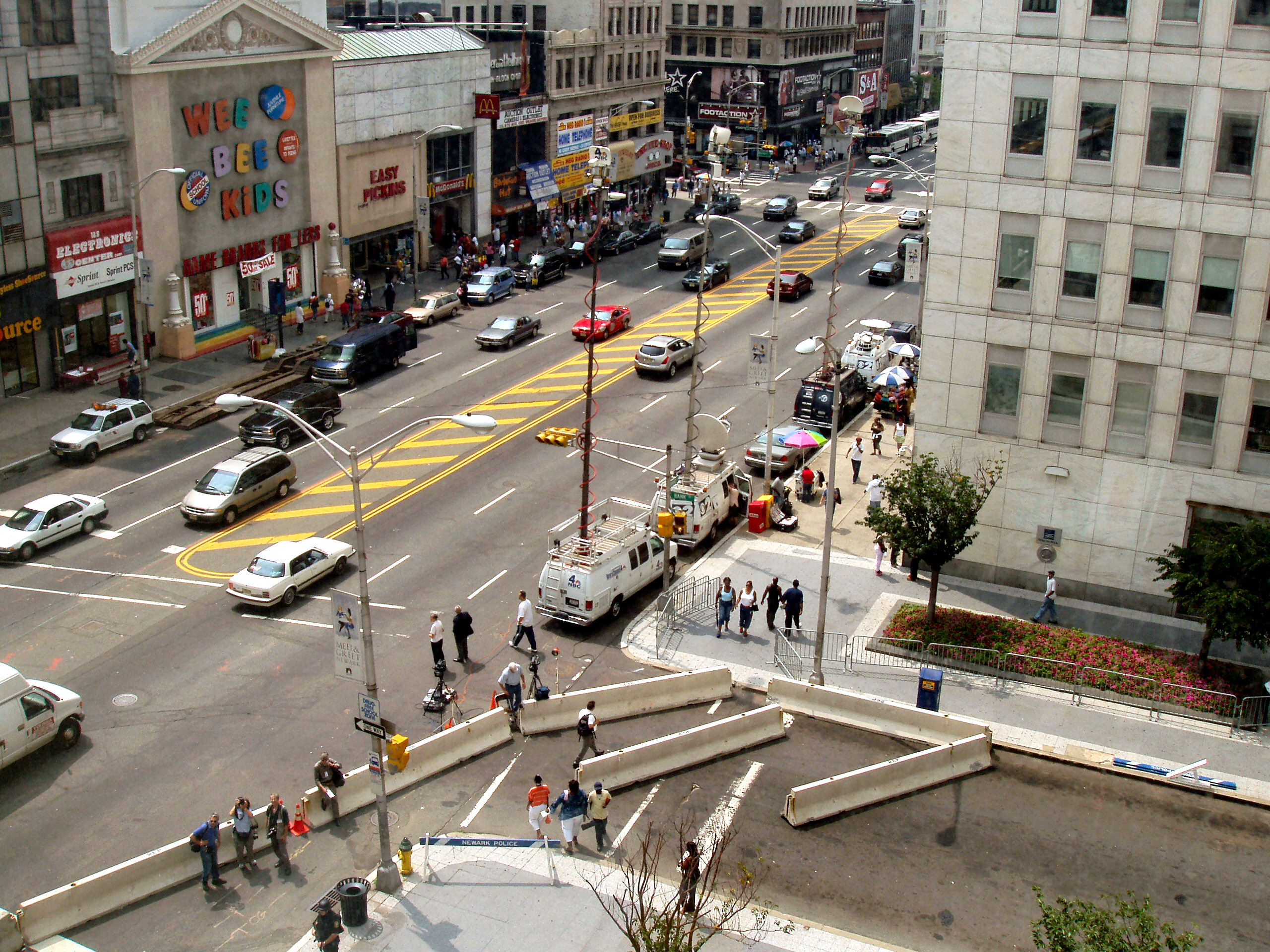
شاحنات لوسائل إعلام إخبارية متصلة بالقمر الصناعي ومصورين صحفيين متجمعين خارج المقر الرئيسي لشركة برودينشال فاينانشال في نيوآرك، نيوجيرسي في أغسطس 2004، عقب الإعلان عن وجود أدلة لتهديد إرهابي للشركة وللمباني في مدينة نيويورك.

إن مصطلح السيرك الإعلامي هو استعارة عامية، أو كناية، تصف الحدث الإخباري حيث تتم التغطية الإعلامية بشكل أكبر مما يحتاجه الحدث، مثل عدد الصحفيين الموجودين بالموقع، وكم الإعلام الإخباري الذي يتم نشره أو بثه، ومستوى الضجة الإعلامية. ويقصد بهذا المصطلح نقد الإعلام، عادةً بشكل سلبي، من خلال مقارنته بالسيرك، ويعتبر ذلك كناية مقارنة بالملاحظة الحرفية. وأصبح استخدام هذا المصطلح بهذا المعنى شائعًا في السبعينيات.

## معلومات تاريخية
بدأ مصطلح السيرك الإعلامي في الظهور خلال منتصف السبعينيات، على الرغم من كون الفكرة أقدم من ذلك. ومن الأمثلة المبكرة لذلك من الكتاب الذي يعود تاريخه لعام 1976 الذي كتبته المؤلفة لين هاني، حيث تكتب حول قصة رومانسية حيث كانت تتضمن الرياضيةكريس إيفرت: «أصبحت خطوبتهم في النهاية بمثابة سيرك إعلامي». وبعد بضعة سنوات كان لدى صحيفة واشنطن بوست مثالاً لخطبة مماثلة حيث ذكرت، «لا تزال غريس كيلي تعاني من صدمة تذكر السيرك الإعلامي الخاص بزفافها على رينيه الثالث من موناكو في عام 1956». وأصبح المصطلح أكثر انتشارًا مع مرور الوقت منذ السبعينيات.
تختلف أسباب كون المصطلح ناقدًا للإعلام باختلاف الأشخاص الذين يستخدمون هذا المصطلح. وعلى الرغم من ذلك، فإن جوهر معظم أنواع النقد هو أن لها تكلفة فرصة بديلة كبيرة عندما تجتذب القضايا الإخبارية الأخرى الأكثر أهمية انتباه جمهوري أقل كنتيجة لتغطية القضايا ذات الضجة الإعلامية.
شكل السيرك الإعلامي أداة الحبكة الدرامية الرئيسية للفيلم المعروض في 1951 أيس إن ذا هول (Ace in the Hole) والذي يدور حول صحفي نفعي يقوم بتغطية حادثة بمنجم ويدع أحد الأشخاص يموت محاصرًا تحت الأرض. فهو يعرض بشكل ساخر العلاقة بين وسائل الإعلام والأخبار التي ينقلونها. وتم لاحقًا إعادة إنتاج الفيلم تحت عنوان الكرنفال الكبير (The Big Carnival)، مع الإشارة «للكرنفال» إلى ما نسميه الآن «سيرك».

## أمثلة
الأحداث التي تم وصفها كسيرك إعلامي تتضمن:

### المملكة المتحدة
- حياة جايد جودي ووفاتها ومراسم الدفن الخاصة بها.[5]
- قضية تجسس نيوز أوف ذا ورلد على الهواتف. وغالبًا القصص التي تدور حول ثورة 17 فبراير / الأزمة السورية، ومجاعة القرن الأفريقي، والركود الاقتصادي 2008.[6]

### الولايات المتحدة

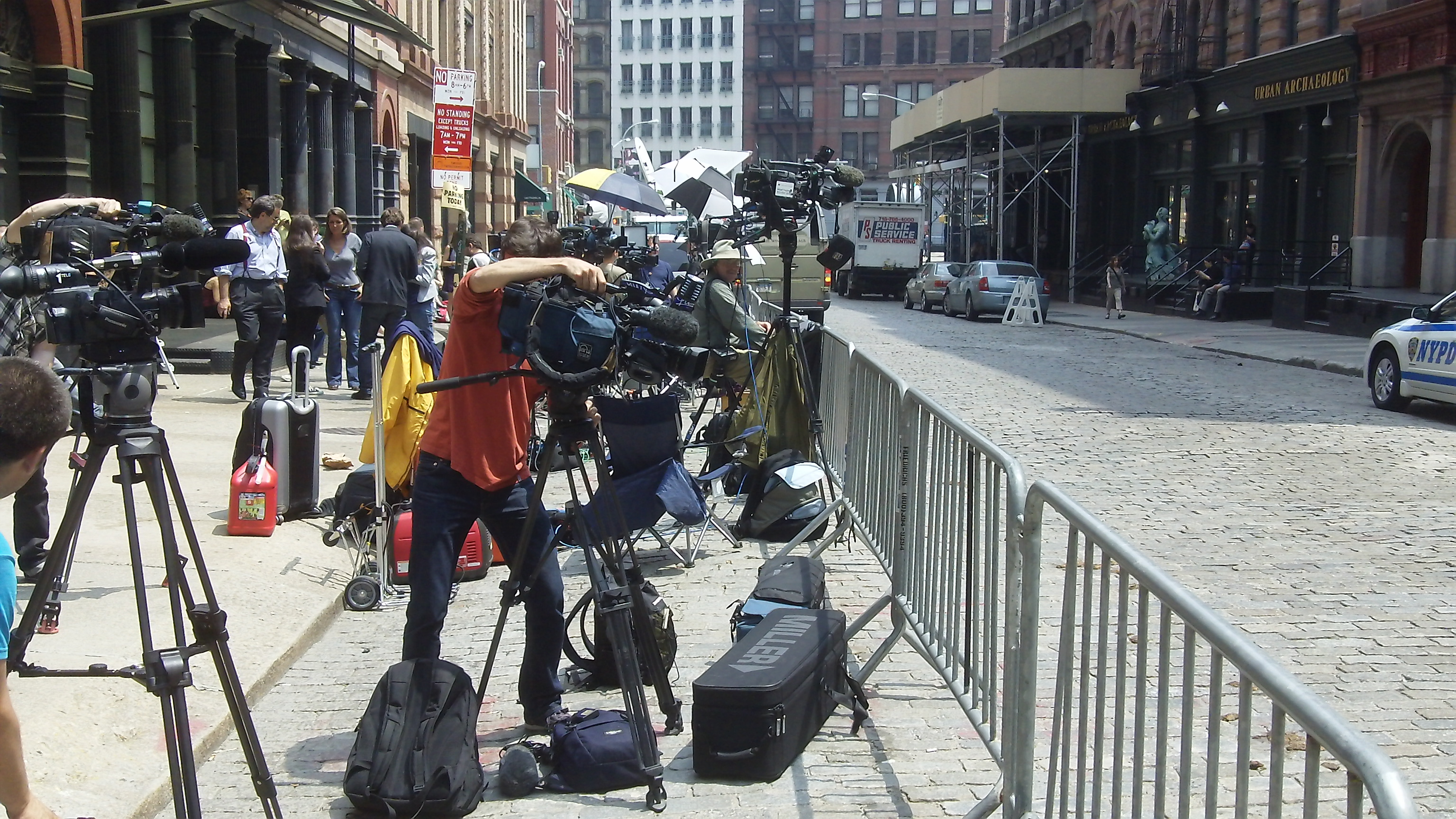
الكاميرات والصحفيين أمام شقة دومينيك ستراوس كان في 26 مايو 2011

- لقد صرح ديفيد جيلمان، وبيتر جرينبرج، وغيرهم في مجلة نيوزويك في 31 يناير عام 1977: «تمكن المصور والمنتج السينمائي من بروكلين، لورانس شيلر، من أن يكون الصحفي الوحيد الذي يشهد إعدام غاري غيلمور في يوتاه....ففي قضية غيلمور، كان يعد مدير الحلبة في ما أصبح سيرك إعلاميًا، مع وجود صحفيين خبراء يتدافعون للحصول على ما يعرضه».[7]
- العاصفة الثلجية لعام 96 (1996). "...وأثارت هذه العاصفة...ضجة شديدة بواسطة وسائل الإعلام بنفس الطريقة التي أثارتها قضية جريمة القتل التي ارتكبها أو جيه سيمبسون حتى أصبحت تعرف بإحدى "محاكمات القرن".[8]
- محاكمة مارثا ستيورات (2004). «لم تتعثر خطى ستيورات التي لا يظهر على وجهها أي تعبير عندما مرت من خلال السيرك الإعلامي».[9]
- محاكمة جريمة قتل كيسي أنتوني (2011) وقد لاحظ فورد أن «التغطية الإعلامية القاسية ساهمت مجددًا بجزء كبير في تغذية الاهتمام بهذه القضية».[10][11][12][13]
- اغتيال ترايفون مارتن (2012). كتب إيريك ديجانز «من هنا بالتأكيد يتخذ السيرك الإعلامي اتجاهًا بشعًا»...[14]
- جريمة قتل ترافيس ألكساندر (2013), حيث تمت إدانة جودي آرياس بتهمة القتل من الدرجة الأولى.[15][16][17][18][19][20]

### أروبا
- اختفاء ناتالي هولواي وافتراض وفاتها[21]

### أستراليا
- انهيار منجم بيكونسفيلد[22]
- 2009 أزمة العنف ضد الهنود في أستراليا[23]

### البرازيل
- جريمة قتل إيزابيلا ناردوني[24]

### تشيلي
- حادثة انهيار منجم كوبيابو عام 2010.[25][26][27]

### إيطاليا
- آماندا نوكس (أدينت بجريمة قتل ميريدث كيرتشر؛ والتي تم إسقاط تهمتها لاحقًا)[28]

### بيرو
- جوران فان دير سلووت ومقتل ستيفاني فلوريس راميريز[29]